# DATA (förening)
Debt, AIDS, Trade, Africa (eller DATA) var en internationell ideell förening grundad 2002 i London av sångaren Bono från U2, tillsammans med Bobby Shriver och aktivister från Jubilee 2000. Organisationen arbetade för demokrati, skuldavskrivning, nya handelsregler, mot HIV/AIDS med mera.